# Liste der Mitglieder der Universität der Arktis
2023 zählte die Universität der Arktis 185 Mitgliedsorganisationen, darunter waren die meisten Mitglieder Bildungseinrichtungen der arktischen Staaten. Es sind aber auch Institutionen außerhalb des engen Kreises der arktischen Staaten Mitglied von UArctic. UArctic hält eine aktualisierte Liste aller Mitglieder auf ihrer Webseite.

## Kanada
- Arctic Athabaskan Council
- Arctic Institute of North America

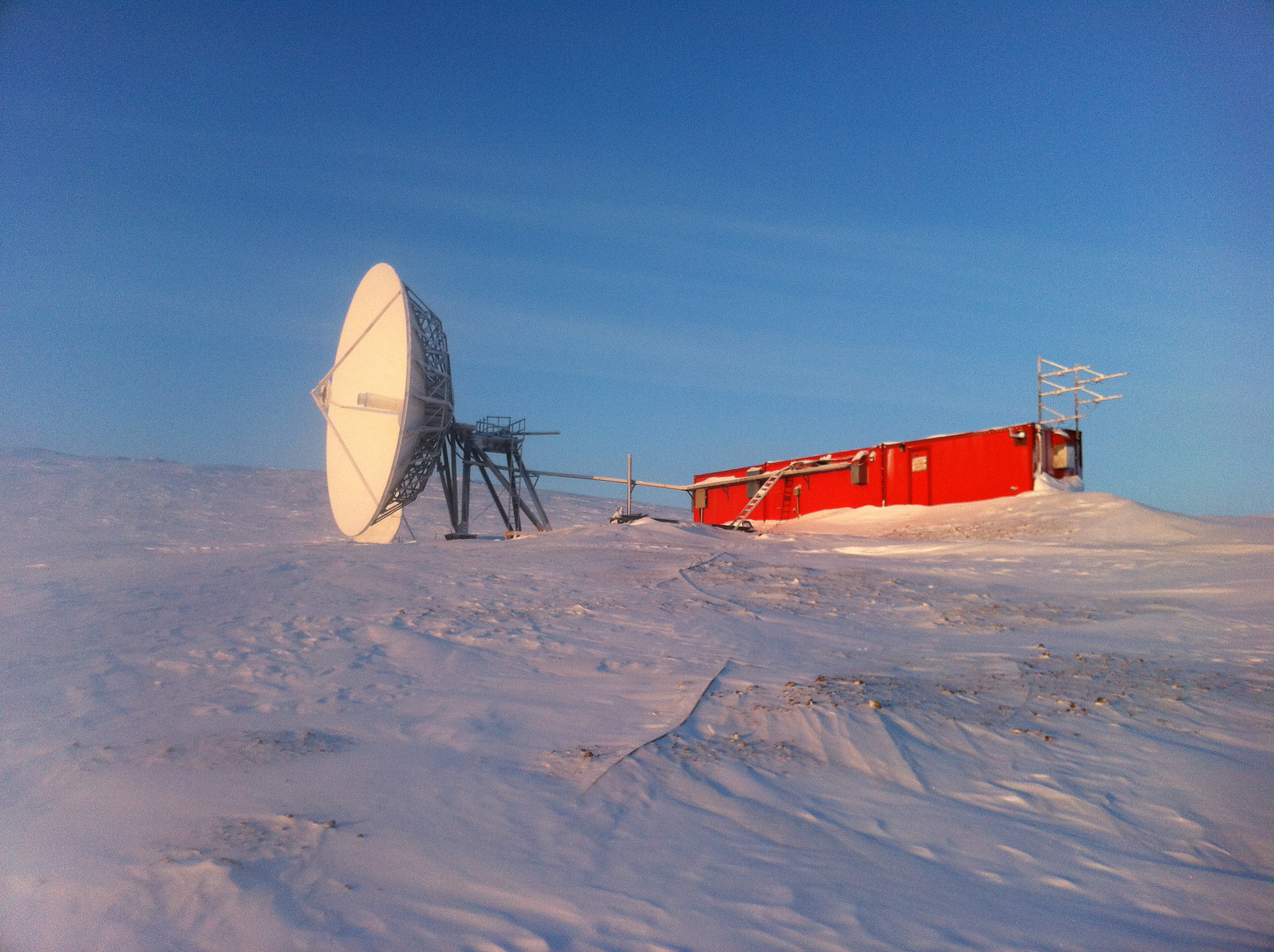
Forschungsstation, Nunavut, Kanada

- Association of Canadian Universities for Northern Studies
- Aurora College
- Brandon University
- Cape Breton University
- Centre d’études nordiques (Centre for northern studies)
- Gwich'in Council International
- Lakehead University
- Makivik Corporation
- Memorial University of Newfoundland
- Northlands College
- Nunavut Arctic College
- Nunavut Sivuniksavut
- Polar Libraries Colloquy
- Qaujigiartiit Health Research Centre
- Royal Military College of Canada
- Royal Roads University
- Saint Mary’s University Halifax
- TELUS World of Science – Edmonton
- Trent University
- Université du Québec à Montréal
- Université du Québec à Rimouski
- Université Laval
- University College of the North
- University of Alberta
- University of Northern British Columbia
- University of Regina
- University of Saskatchewan
- University of Winnipeg
- Vancouver Island University
- Wilp Wilxo'oskwhl Nisga'a Institute
- Yukon University
- Mount Royal University
- Royal Roads University
- University of Manitoba
- Universität Sherbrooke
- Nipissing University
- McMaster University
- Keyano College
- Ontario Tech University
- Coast Mountain College
- College Nordique

## Dänemark
- Universität Aalborg
- Universität Aarhus
- Arctic Technology Centre ARTEK
- Dänemarks Technische Universität
- Copenhagen Business School

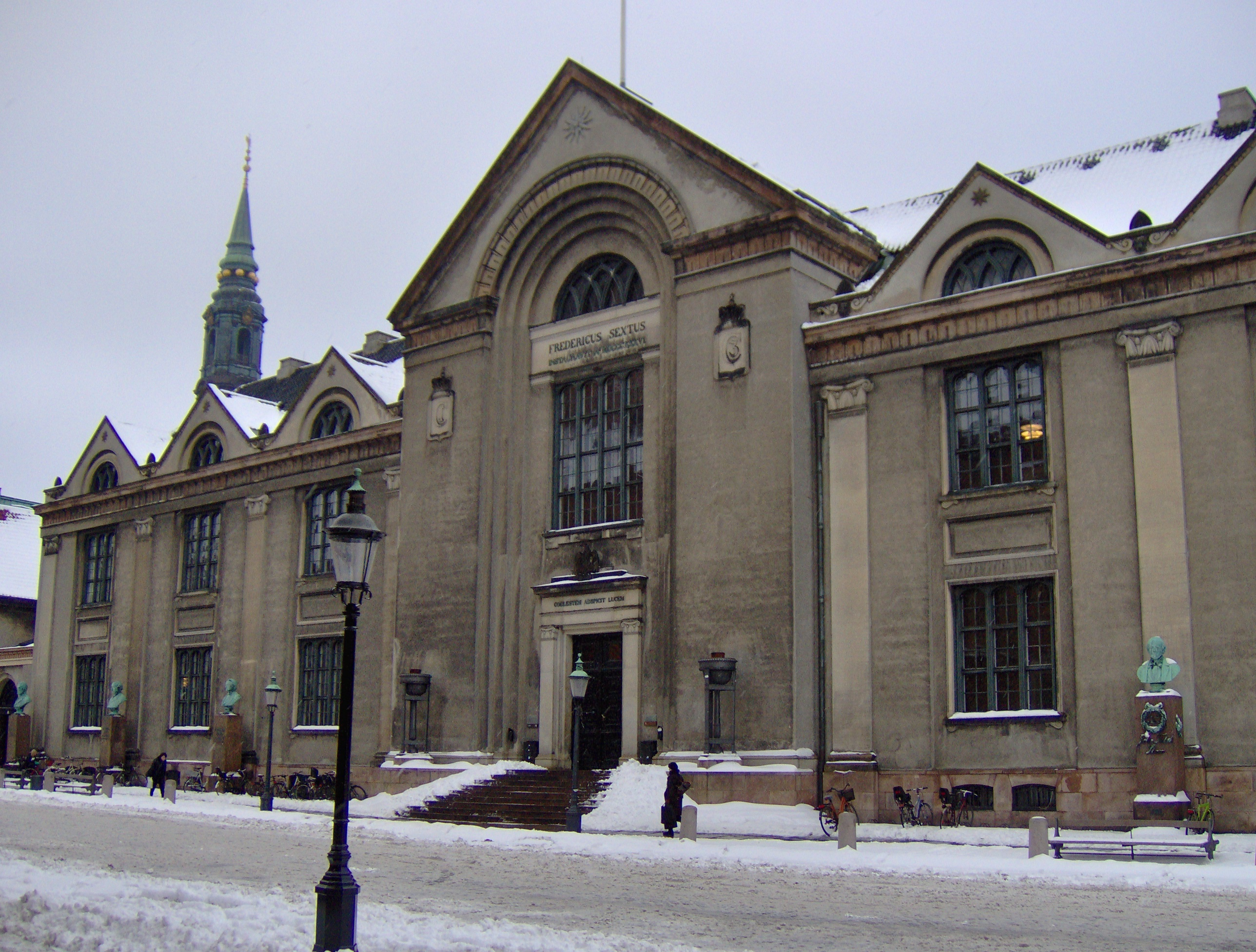
Universität Kopenhagen, Dänemark

- Department of Environmental and Business Economics – Syddansk Universitet
- Nordisk Fond for Miljø og Udvikling
- Universität Roskilde
- Universität Kopenhagen

## Grönland

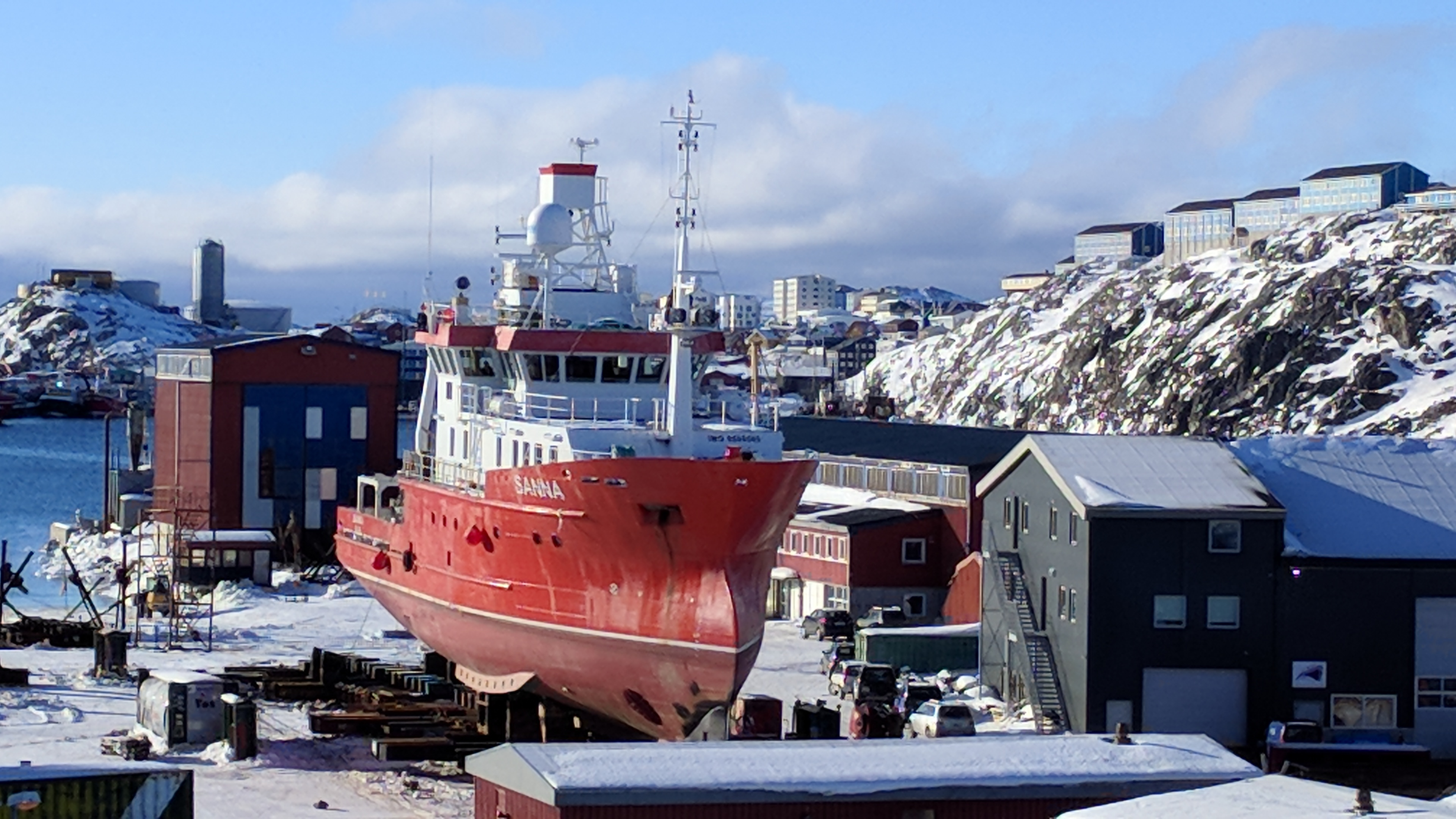
Greenland Institute of Natural Resources research vessel SANNA

- Grönländisches Institut für Natürliche Ressourcen
- Ilisimatusarfik / Universität von Grönland
- Perorsaanermik Ilinniarfik / College of Social Education

## Färöer
- Universität der Färöer

## Finnland
- Fachhochschule Diaconia

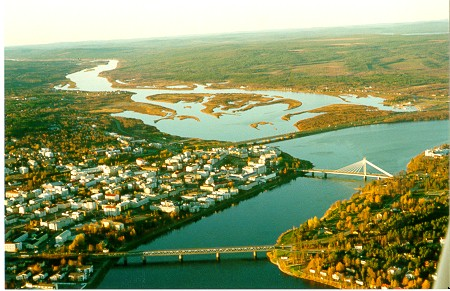
Rovaniemi, Finnland

- Työterveyslaitos / Finnish Institute of Occupational Health
- Finnischer Wetterdienst
- Fachhochschule Lappland
- Fachhochschule Laurea
- Fachhochschule Oulu
- Sámi Education Institute
- Universität Ostfinnland
- Universität Helsinki
- Universität Lappland
- Universität Oulu
- Universität Tampere
- Universität Turku

## Island

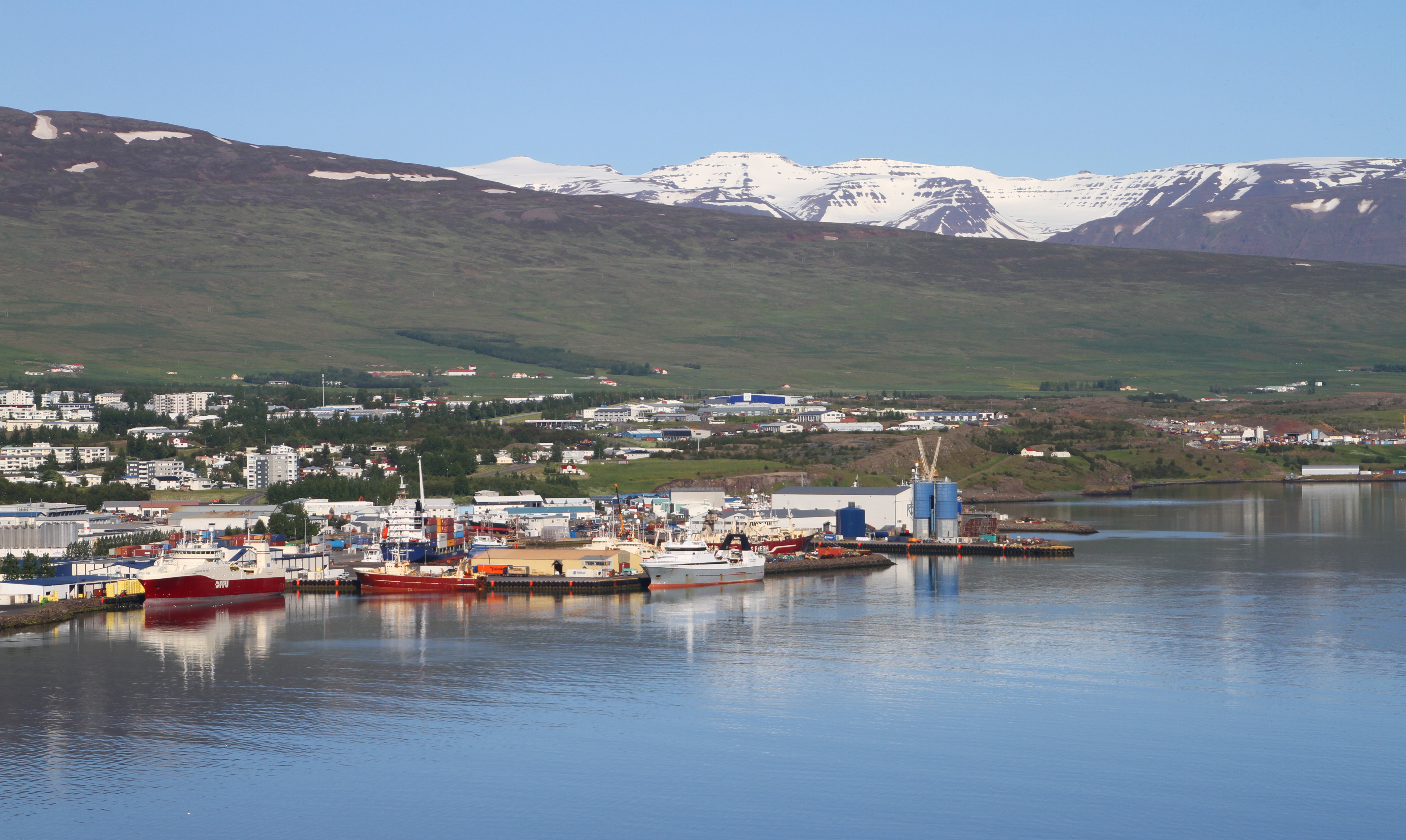
Akureyri, Island

- Arctic Portal
- Universität Bifröst
- Kunstakademie Islands
- Universität Reykjavík
- Stefansson Arctic Institute
- Háskólasetur Vestfjarða
- Universität Akureyri
- Háskóli Íslands
- Hochschule Hólar

## Norwegen
- Arran Lulesami Center
- CICERO Senter for klimaforskning

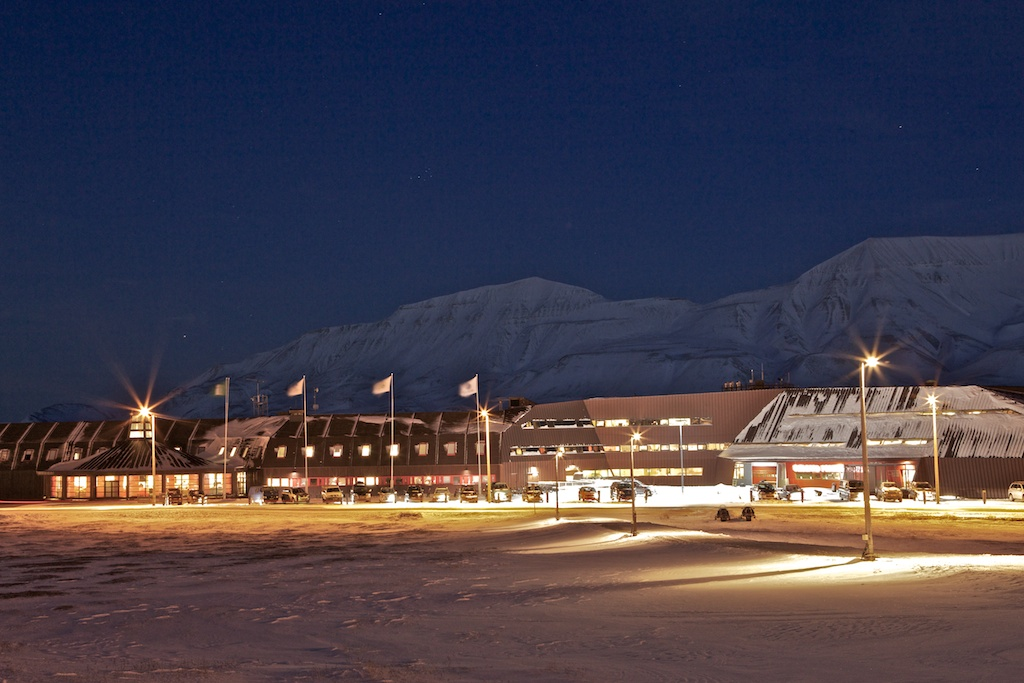
University Centre in Svalbard, Norwegen

- GÁLDU Resource Centre for the Rights of Indigenous Peoples
- United Nations Environment Programme-Global Resource Information Database
- International Centre for Reindeer Husbandry
- Nord Universität
- Norwegian Scientific Academy for Polar Research
- Technisch-Naturwissenschaftliche Universität Norwegens
- Samische Hochschule
- Universität Tromsø – Norwegens Arktische Universität
- University Centre in Svalbard
- Universität Agder
- Universität Bergen
- Universität Oslo
- Universität Stavanger
- Universität Molde
- Architektur- und Designhochschule Oslo
- Nansen Hochschule
- Sámi High School and Reindeer Husbandry School
- Norwegian Scientific Academy for Polar Research
- International Centre for Reindeer Husbandry
- Northern Feminist University
- Northern State Medical University
- Hochschule Narvik

## Russland

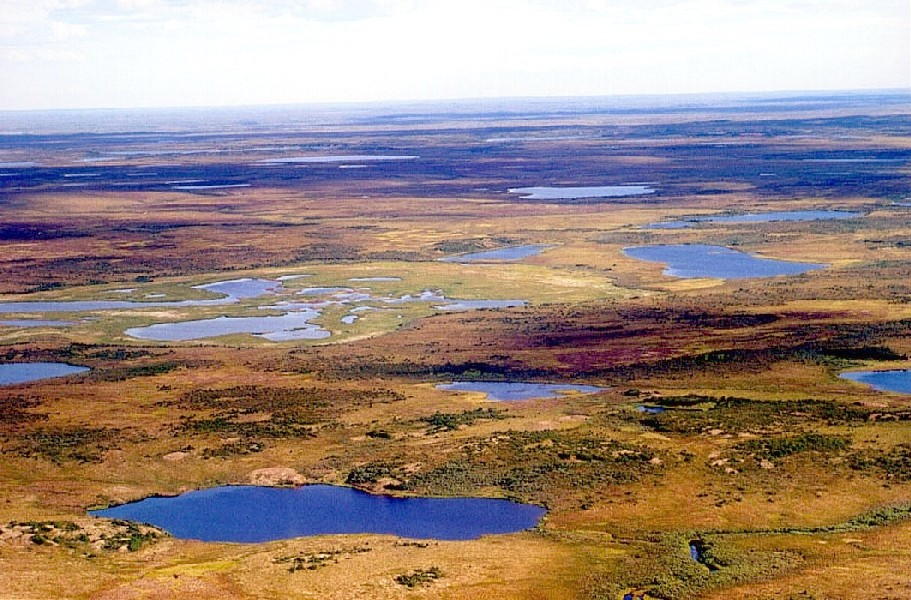
Sibirien, Russland

- Arctic College of the Peoples of the North
- Arctic State Institute of Arts and Culture
- Barguzinsky State Nature Biosphere Reserve and Zabaikalsky National Park
- Buryat State Academy of Agriculture
- Burjatische Staatliche Universität
- Centre for Support of Indigenous Peoples of the North / Russian Indigenous Training Centre
- Churapchinsky State Institute for Physical Education and Sports
- East-Siberian Institute of Economics and Management
- Europäische Universität Sankt Petersburg
- Far Eastern Federal University
- Herzen State Pedagogical University of Russia
- Industrial University of Tyumen
- Institute of the Humanities and the Indigenous Peoples of the North, Siberian Branch of the Russian Academy of Sciences
- Karelian Research Centre of the Russian Academy of Sciences
- Komi Republican Academy of State Service and Administration
- Luzin Institute for Economic Studies – Kola Science Centre RAS
- Murmansk State Technical University
- Naryan-Mar Social Humanitarian College
- Staatliche Universität Tomsk
- Nenets Agrarian Economic Technical School
- Nizhnevartovsk State University
- Norilsk State Industrial Institute
- North-Eastern Federal University
- Northern (Arctic) Federal University
- Northern National College
- Northern State Medical University
- Petrozavodsk State University
- Project Management Centre
- Pskov State University
- RAIPON
- Russian State Hydrometeorological University
- Scientific Research Institute of National Schools of the Republic of Sakha (Yakutia)
- Sibirische Föderale Universität
- Staatliche Universität Sankt Petersburg
- Syktyvkar Forest Institute
- Syktyvkar State University
- Taymyr College
- Tyumen State University
- Ukhta State Technical University
- Uralische Föderale Universität
- Yakutsk State Agricultural Academy
- Yamal Multidisciplinary College
- Yamal Polar Agroeconomic Technical School
- Yugra State University

## Schweden

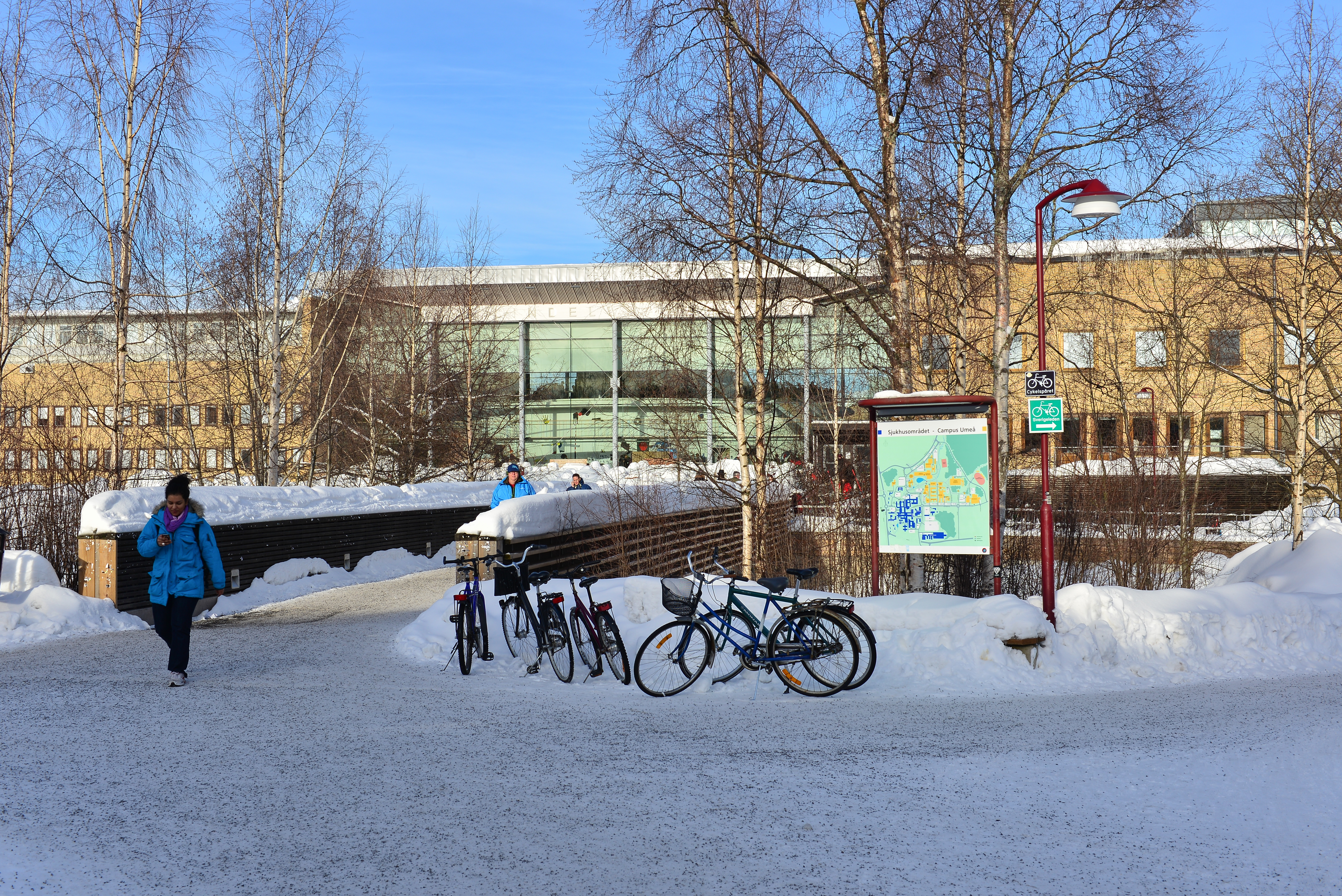
Universität Umeå, Schweden

- Abisko naturvetenskapliga station
- Technische Universität Luleå
- Universität Lund
- Mittuniversitetet
- Sámi Educational Centre
- Universität Stockholm
- Universität Umeå

## Vereinigte Staaten
- Alaska Pacific University
- Aleut International Association
- Anchorage Museum

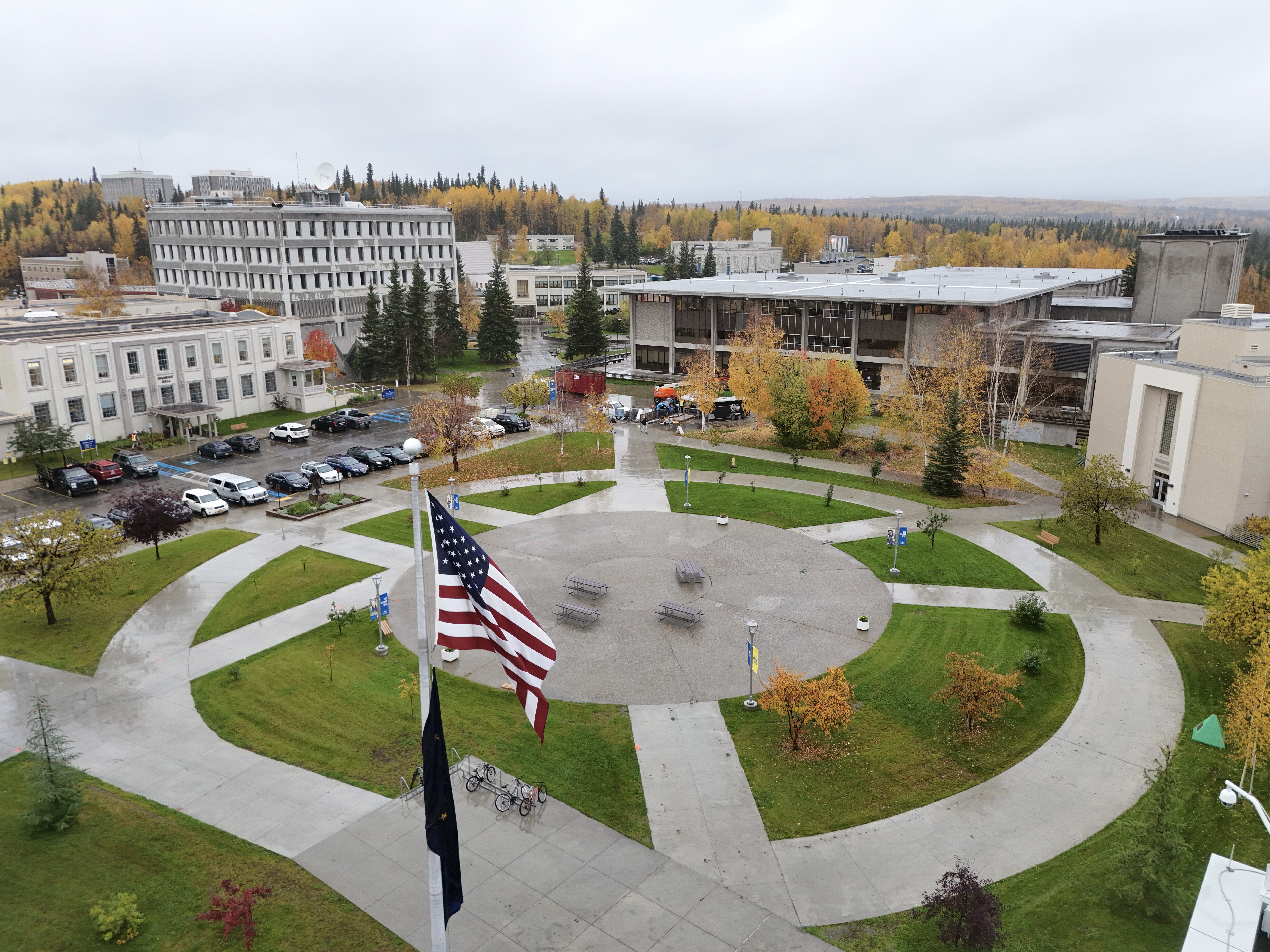
University of Alaska Fairbanks, Vereinigte Staaten

- Arctic Initiative, Belfer Center, Harvard Kennedy School
- Arctic Research Consortium of the United States
- ARCTICenter – University of Northern Iowa
- Battelle Memorial Institute
- Climate Change Institute – University of Maine
- Cold Climate Housing Research Center
- Dartmouth College
- Fletcher School of Law and Diplomacy – Tufts University
- Ilisagvik College
- Institute of the North
- Scandinavian Seminar Group
- Science Diplomacy Center
- The Yellow Tulip Project
- University of Alaska Anchorage
- University of Alaska Fairbanks
- University of Alaska Southeast
- University of Colorado
- University of Maine at Fort Kent
- University of New England (United States)
- University of New Hampshire
- University of North Dakota
- University of Southern Maine
- University of Washington
- Wilson Center – Polar Institute

## Nicht-Arktisch

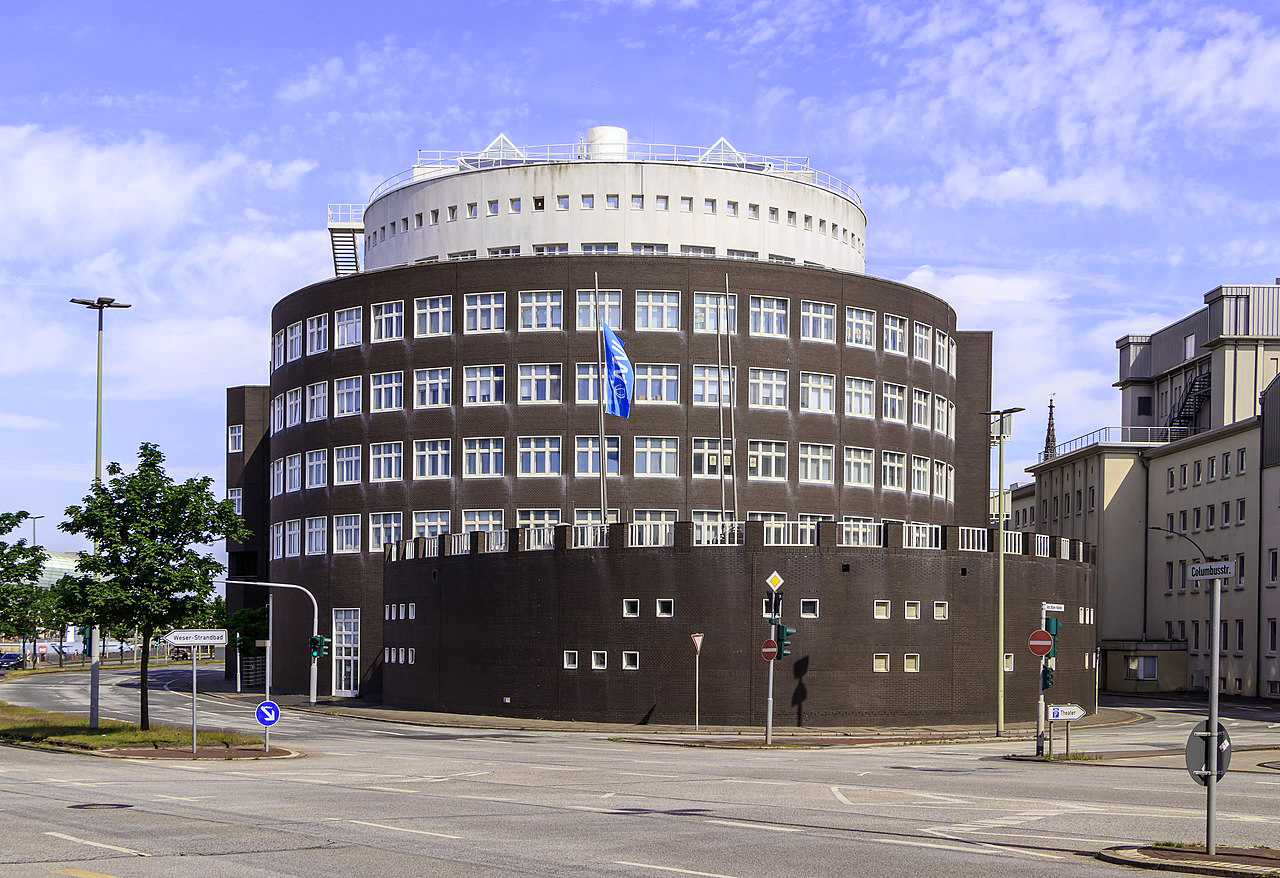
Alfred-Wegener-Institut, Deutschland

- International Polar Foundation

### Österreich
- Austrian Polar Research Institute

### China
- Chinese Academy of Meteorological Sciences
- Chinese Research Academy of Environmental Sciences
- Dalian Maritime University
- Environmental Development Centre – Ministry of Environmental Protection
- First Institute of Oceanography, Staatliche Ozeanverwaltung
- Second Institute of Oceanography, Staatliche Ozeanverwaltung
- Third Institute of Oceanography, Staatliche Ozeanverwaltung
- National Marine Environmental Forecasting Center
- Chinesische Ozean-Universität
- Chinesisches Polarforschungszentrum

### Frankreich
- Universität Versailles
- Universität der Westbretagne

### Deutschland
- Universität Hamburg
- Alfred-Wegener-Institut

### Japan
- Hokkaido University

### Korea
- Korea Maritime Institute
- Korea Polar Research Institute

### Australien
- University of Tasmania

### Mongolei
- Educational Studies School – Mongolian National University of Education

### Vereinigtes Königreich
- Durham University
- University of Aberdeen
- University of the Highlands and Islands
- Glasgow Caledonian University
- Robert Gordon University
- Royal College of Art
- University of Hull
- University of Strathclyde